# Cestonia nigra
Cestonia nigra là một loài ruồi trong họ Tachinidae.